# Lithobates heckscheri
Lithobates heckscheri is een kikker uit de familie echte kikkers (Ranidae). De soort werd voor het eerst wetenschappelijk beschreven door Albert Hazen Wright in 1924. Oorspronkelijk werd de wetenschappelijke naam Rana heckscheri gebruikt, de soort behoorde lange tijd tot het geslacht Rana. De soortaanduiding heckscheri is een eerbetoon aan August Heckscher.

## Uiterlijke kenmerken
De gemiddelde lichaamslengte loopt uiteen van 8,3 tot 11,7 centimeter, de mannetjes blijven kleiner dan de vrouwtjes. De grotere mannetjes kunnen tot 12 centimeter lang worden en de grootste vrouwtjes bereiken een lengte tot 15,5 cm.
Lithobates heckscheri heeft een donkerbruine tot bijna zwarte huid, die erg wrattig en ruw is. Er zijn ook exemplaren met een zeer donkergroene tot -grijze kleur. De kikker is makkelijk te herkennen aan de kleine ogen, en de juist erg grote trommelvliezen, die bijna twee keer zo groot zijn als het oog. De lip en vooral keel van de mannetjes heeft kleine gele vlekjes, evenals de zijkanten van de flanken en buik. Deze soort mist de huidplooien of dorsolaterale lijsten aan weerszijden van de rug die veel andere Rana-soorten wel hebben.
Zowel de larven als juvenielen hebben opvallende oranjerode ogen. De volwassen kikkers hebben een goudgele kleur ogen.

## Verspreiding en habitat
Lithobates heckscheri komt voor in de Verenigde Staten; in het uiterste zuidoosten inclusief Florida, echter niet het schiereiland-gedeelte in het zuiden hiervan. De habitat bestaat uit vochtige, begroeide streken meestal langs de oevers van rivieren, moerassen en kleine meren. Permanente wateren die niet uit kunnen drogen hebben de voorkeur want deze soort is sterk aan water gebonden en komt niet ver uit de buurt. Deze soort is nachtactief en een van de weinige soorten die te benaderen is, Lithobates heckscheri is niet zo schuw als de meeste andere kikkers.

## Algemeen

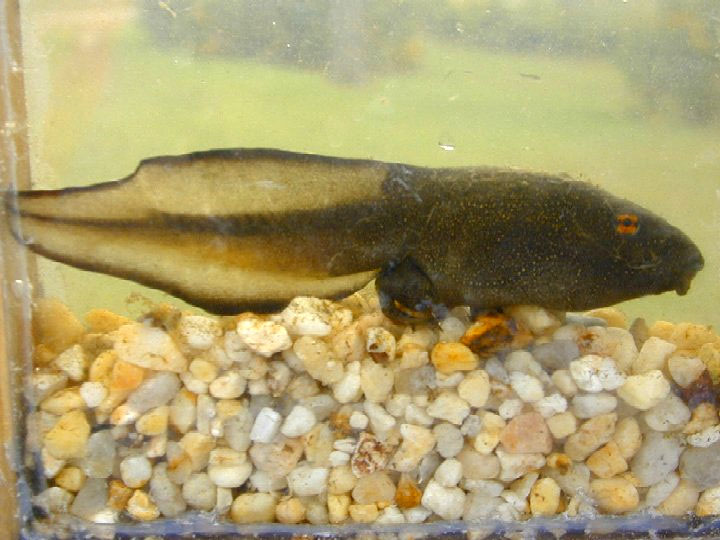
Larve van deze soort.

De prooien die gevangen worden bestaan uit geleedpotigen, maar ook kleine zoogdieren en andere kleinere kikkers worden soms gegeten. De paring vindt plaats van april tot augustus en de voortplanting wijkt iets af van andere soorten; de kikkervisjes leven wel twee jaar onder water en kunnen tot dertien centimeter lang worden. Als ze uiteindelijk de staart verliezen en pootjes krijgen zijn ze al vijf centimeter maar nog niet volwassen.